# 여수남초등학교
여수남초등학교는 대한민국 전라남도 여수시에 있는 공립 초등학교이다.

## 학교 연혁
- 2022년 2월 11일 제76회 졸업식(총 20,961명 배출)
- 2019년 9월 1일 제34대 김대진 교장 부임
- 1996년 3월 1일 여수남초등학교로 개명
- 1953년 5월 29일 여수남국민학교로 개명
- 1947년 9월 1일 여수봉산국민학교로 개명
- 1945년 10월 2일 여수동정공립국민학교 개교

## 참고 자료
- 여수남초등학교 - 한국교육학술정보원 학교알리미